# 名数
名数（concrete number）是带有单位名称的数，由“量數”和“计量单位的名称”组合而成。
名数有单名数和複名數之分。其中单名数指只含有一个单位名称的名数，比如“3本”、“5千米”等；而複名數则是含有两个或两个以上的同类计量单位名称的名数，比如“3分32秒500毫秒”、“42千米195米”等。複名數可以看作是多个单名数累积而成。
注意，複名數中的计量单位必须是同类的，其余如“3千克零5米”则不能称作複名數；另外，单名数并不代表其量数一定是整数，“42.195千米”同样也是单名数。
单名数与複名數之间一般可以按照进率互相转化。对于单名数转化为複名數，首先应将单名数的量数部分进行取整并保持不变，将剩余的纯小数部分乘以适当的进率化为低级单位，使其量数变为整数。而对于複名數转化为单名数，则直接将低级单位的量数除以进率，累加在统一后的单位的量数中。